# ويلفريد نتسينغوي
ويلفريد نتسينغوي (بالفرنسية: Wilfried Ntsengue) (مواليد 23 يناير 1998) هو ملاكم كاميروني، مثّل بلاده في الألعاب الأولمبية الصيفية 2016.

## روابط خارجية
ويلفريد نتسينغوي على موقع بوكس ريك (الإنجليزية) (registration required)
- ويلفريد نتسينغوي على موقع أوليمبيديا (الإنجليزية)